# Dinastia Shang
La dinastia Shang (商朝T, ShāngcháoP) o dinastia Yin (殷代T, YīndàiP) (1675 a.C. - ca. 1046 a.C.) è la seconda dinastia cinese storica, che regnò sulla Cina nordorientale, nella valle del Fiume Giallo.
La dinastia Shang seguì alla semi-mitica dinastia Xià e precedette la dinastia Zhōu. Le informazioni sulla dinastia Shang provengono dai resoconti della tarda dinastia Zhou, della dinastia Han, dallo Shiji di Sima Qian e dalle iscrizioni Shang su manufatti di bronzo e sugli ossi oracolari usati per la scapulomanzia, gusci di tartaruga, scapole o altre ossa di animali sulle quali fu rinvenuto il primo significativo corpus di caratteri cinesi scritti.
Le iscrizioni sugli ossi, che datano alla seconda metà della dinastia, riportavano la data, il nome dell'indovino e l'argomento della divinazione; talvolta era anche annotata l'interpretazione della risposta e il risultato del pronostico. Da queste divinazioni si possono trarre molte informazioni sulla politica, l'economia, la cultura, la religione e le conoscenze scientifiche dell'epoca.
Un sito delle capitali della dinastia Shang, le rovine di Yin (殷墟), si trova vicino all'odierna Anyang. Gli scavi archeologici degli anni Venti e Trenta hanno riportato alla luce undici tombe reali e le fondazioni di palazzi e luoghi di culto, contenenti armi da guerra e resti di sacrifici animali e umani, e una gran quantità di manufatti in bronzo, giada, pietra, osso e ceramica.

## Ritrovamenti archeologici

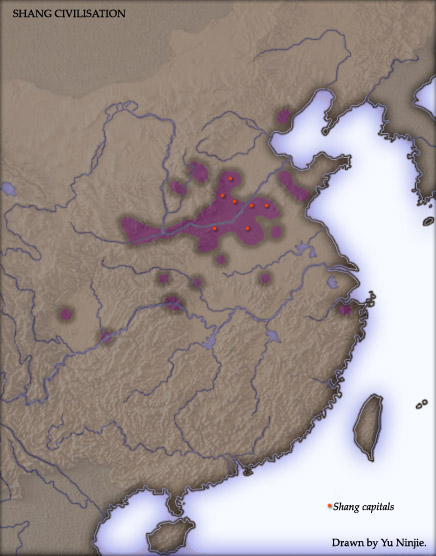
Localizzazione della civiltà Shang in Cina.

Durante la dinastia Song (960-1279), intellettuali e aristocratici divennero avidi collezionisti di antichi manufatti, ed alcuni di essi sostenevano di aver trovato vasellame in bronzo della dinastia Shang con iscrizioni. Ciò nonostante, gli archeologi del XIX secolo non conoscevano documenti scritti precedenti il periodo della dinastia Zhou (1046 - 256 a.C.).
Nel 1899, i farmacisti cinesi della tarda dinastia Qing vendevano "ossi di drago" ornati con strani caratteri arcaici. Nel 1928, fu rintracciata l'origine di questi "ossi di drago" in un sito vicino Anyang nella valle del Fiume Giallo, nell'odierna provincia di Henan, dove l'Accademia Cinese delle Scienze iniziò gli scavi archeologici, che continuarono fino all'invasione giapponese del 1937. Nel 1950 fu scoperta Ao (隞T, ÁoP), un'altra capitale della dinastia Shang vicino a Zhengzhou.
Nel sito del palazzo reale di Yin Xu, furono rinvenuti grandi pilastri di pietra, con fondazioni in argilla pisé e piattaforme dure come cemento che originariamente sostenevano 53 edifici costruiti con travi di legno. Nelle immediate vicinanze del complesso principale c'erano pozzi sotterranei usati come magazzini e come quartieri di servizio e abitativi. Le mura di argilla di Zhengzhou erano alte circa 8 metri e formavano una cinta rettangolare di circa 6,5 chilometri intorno alla città. Le tecniche di costruzione di queste mura di argilla pisé erano state ereditate da culture più antiche: mura più antiche sono state rinvenute infatti nei siti neolitici della cultura di Longshan (c. 3000 - 2000 a.C.) Nel 1959, a Yanshi, a sud del Fiume Giallo vicino a Luoyang, fu rinvenuto un insediamento della cultura di Erlitou, che è spesso associata con la leggendaria dinastia Xia, precedente quella Shang.
Anche qui furono scoperti grandi edifici che suggerivano l'esistenza di una monarchia dinastica precedente la dinastia Shang. Gli esami al radiocarbonio hanno indicato come datazione per la cultura di Erlitou il periodo fra il 2100 e il 1800 a.C. Fra i ritrovamenti, le conchiglie di Cypraea trovate ad Anyang, testimoniano le connessioni della civiltà della dinastia Shang con attività marittime. Relazioni commerciali e diplomatiche attraverso la via della seta e le spedizioni marittime nell'Oceano Indiano per raggiungere altri imperi non ebbero luogo fino al periodo di regno di Wudi durante la dinastia Han (202 a.C. - 220 d.C.).

## Storia

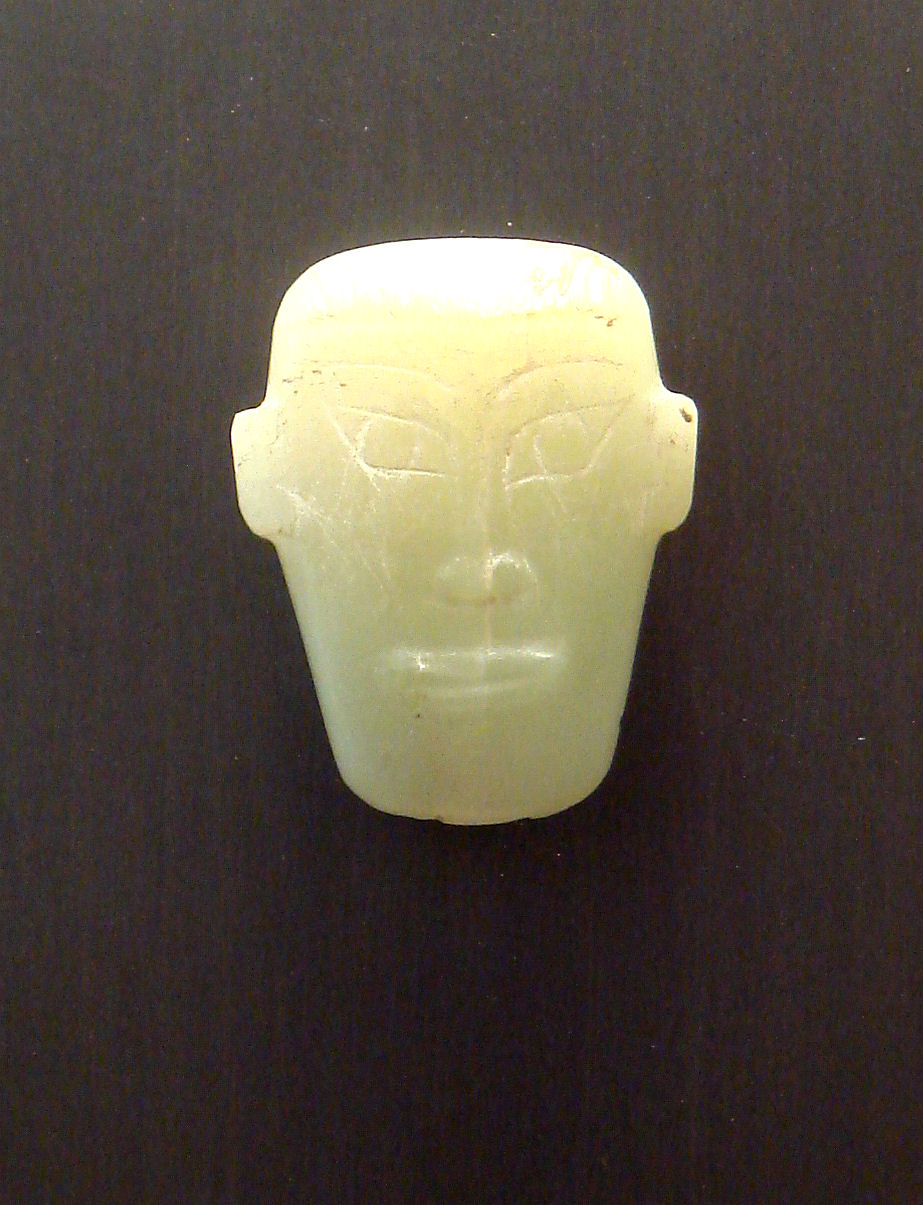
Scultura dell'epoca Shang/Zhou, XIV-X secolo a.C.

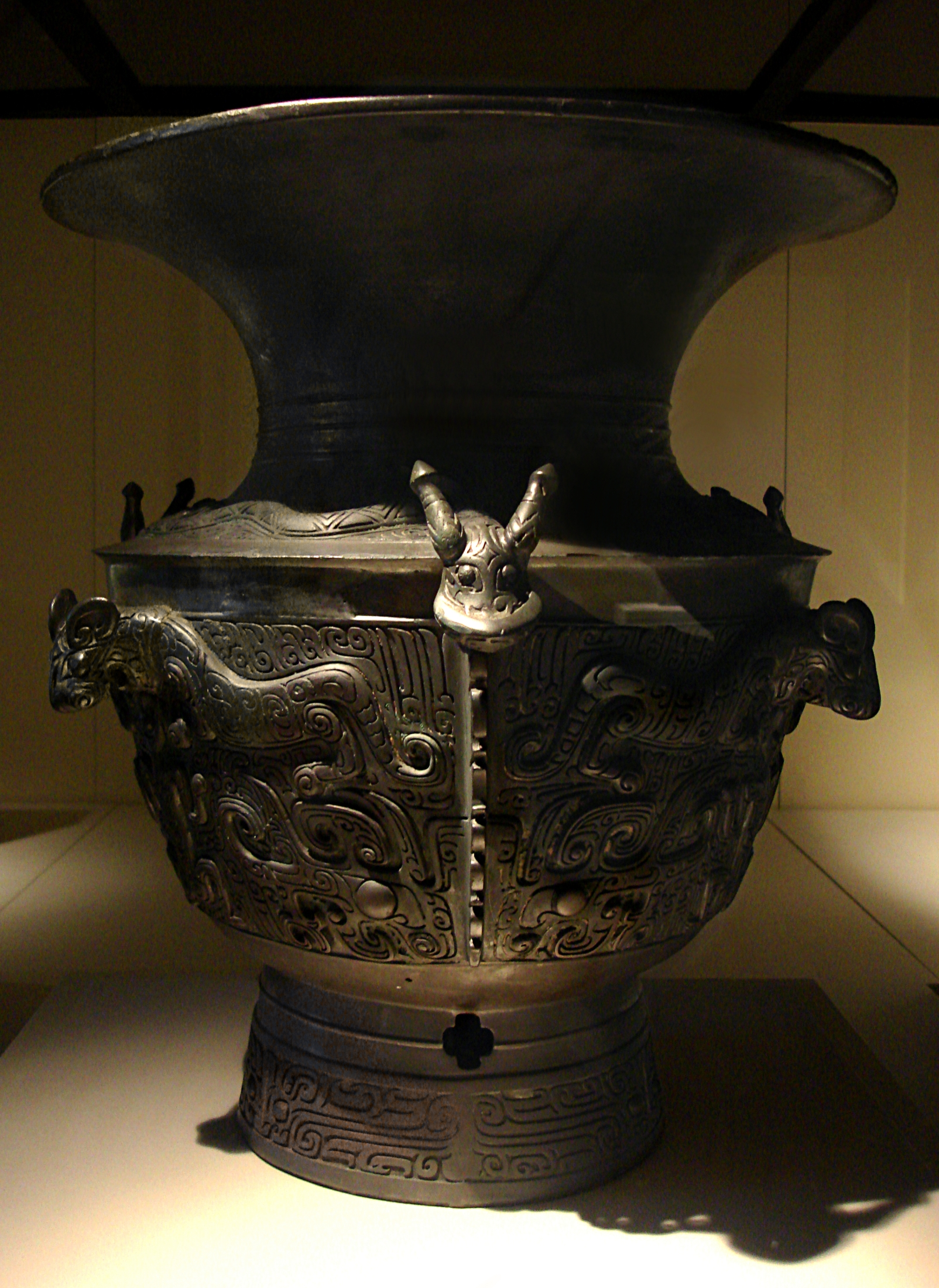
Vaso di bronzo ornato con disegni di draghi e tigri.

La dinastia Shang sarebbe stata fondata dal comandante Shang Tang che si ribellò all'ultimo dispotico sovrano della dinastia Xia e lo sconfisse nella battaglia di Mingtiao. La civiltà Shang era basata sull'agricoltura, e praticava la caccia e l'allevamento di animali. Le Memorie di uno storico di Sima Qian affermano che la capitale della dinastia Shang cambiò sei volte. L'ultimo e il più importante trasferimento fu quello nella città di Yin, nel 1350 a.C., che segnò l'età d'oro della dinastia.
Proprio per questo la denominazione di dinastia Yin è diventato un diffuso sinonimo della dinastia Shang. I giapponesi e i coreani comunemente si riferiscono alla dinastia Shang con il nome di dinastia Yin (In). Una linea ereditaria di sovrani Shang regnò su gran parte della Cina settentrionale, e l'esercito Shang combatté frequentemente contro i popoli insediati nelle vicinanze e contro i nomadi della steppa dell'Asia interna.
Le capitali della dinastia Shang, in particolare quella di Yin, erano i centri di una brillante vita di corte, dove si svilupparono rituali cortesi per propiziare la benevolenza degli spiriti nei confronti dei sovrani. Il re, oltre ad essere il capo politico, era il centro del culto degli antenati e degli spiriti. Il sovrano praticava spesso personalmente la scapulomanzia, specialmente verso la fine della dinastia. Testimonianze rinvenute nelle tombe reali indicano che i membri delle famiglie reali erano sepolti con oggetti di valore, che dovevano servire nell'aldilà. Forse per la stessa ragione, centinaia di persone, forse schiavi, erano sepolti vivi insieme al re morto.
La dinastia Shang aveva sviluppato un complesso sistema di scrittura. Anche la fusione del bronzo e la produzione di vasellame era molto avanzata nel periodo della cultura Shang. Gli astronomi della dinastia Shang avevano già scoperto Marte e varie comete. In questo periodo furono inventati molti strumenti musicali. L'influenza della dinastia Shang si estendeva fino agli estremi nord-orientali della regione dell'odierna Pechino, Alcuni luoghi di sepoltura in questa regione, durante il primo periodo Shang, contengono bronzi della cultura Shang insieme a gioielli d'oro in stile locale.

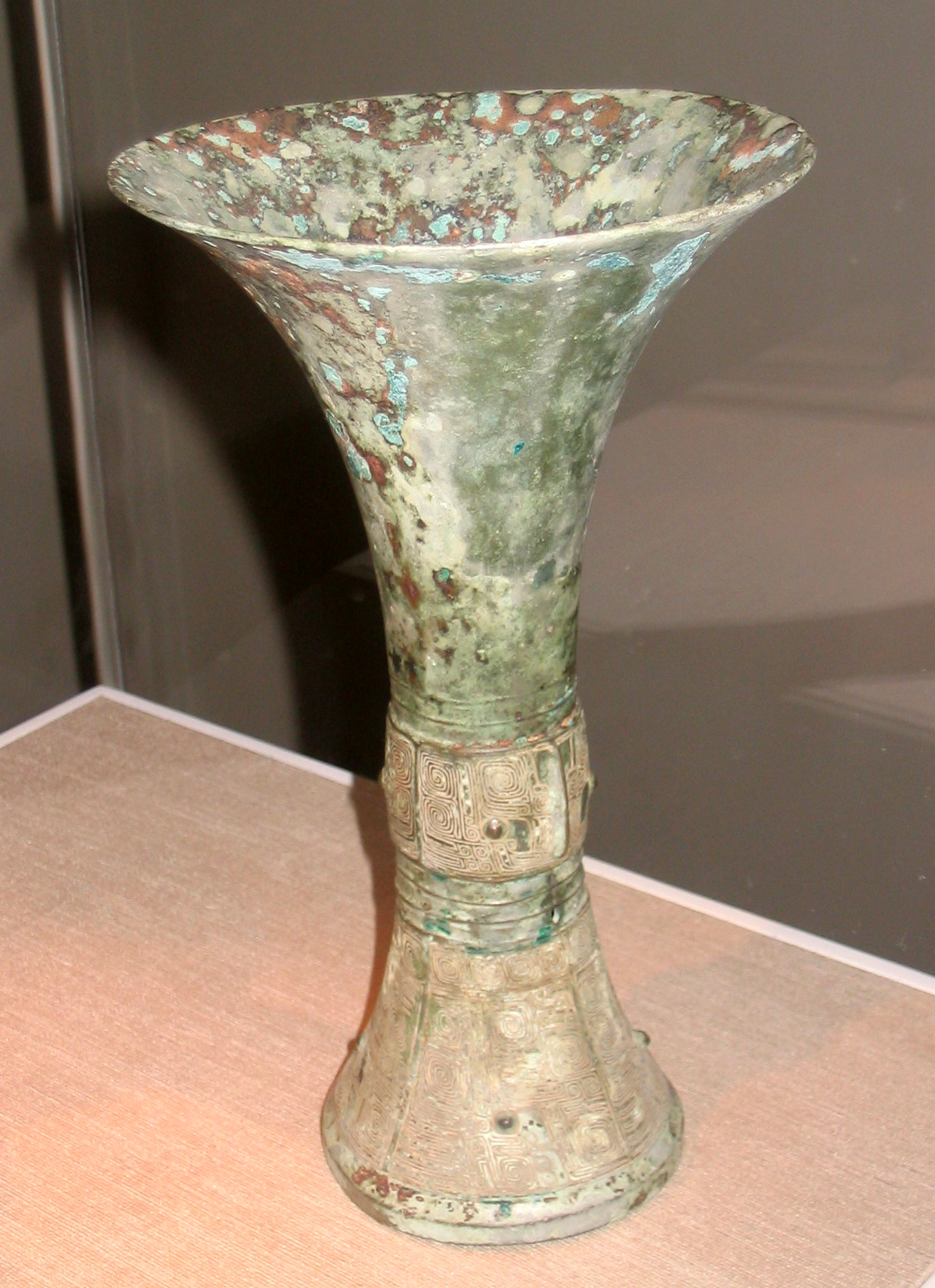
Vaso rituale, dinastia Shang Dynasty, XIII secolo a.C. - Arthur M. Sackler Gallery, Smithsonian Institute

I sovrani Shang, nelle loro divinazioni mostrano spesso preoccupazioni nei confronti dei gruppi fang, barbari che vivevano al di fuori delle regioni tu che costituivano il centro della cultura Shang. In particolare, il gruppo tufang della regione Yan Shan è regolarmente menzionato come un gruppo ostile alla dinastia Shang.
Di Xin, noto anche come Zhou, l'ultimo re della dinastia Shang, si suicidò dopo la disfatta del suo esercito ad opera della dinastia Zhou. Le leggende raccontano che la sconfitta fu dovuta al tradimento dell'esercito che si unì ai ribelli in occasione della battaglia decisiva.
Un romanzo classico, L'investitura degli dei, o la Creazione degli dei (封神演義T, 封神演义S, Fēngshén yǎnyìP) racconta la guerra tra Yin e Zhou, entrambi sostenuti e favoriti da dei propizi.
Dopo il collasso della dinastia Yin, i sopravvissuti della famiglia reale cambiarono il loro cognome dal reale (子S, ziP) al nome della dinastia caduta, (殷). La famiglia rimase aristocratica e spesso fornì servizi alla dinastia Zhou che era succeduta.

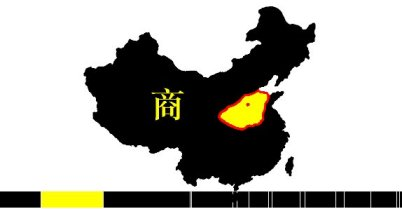
Territorio della dinastia Shang

## Economia ed organizzazione sociale e militare

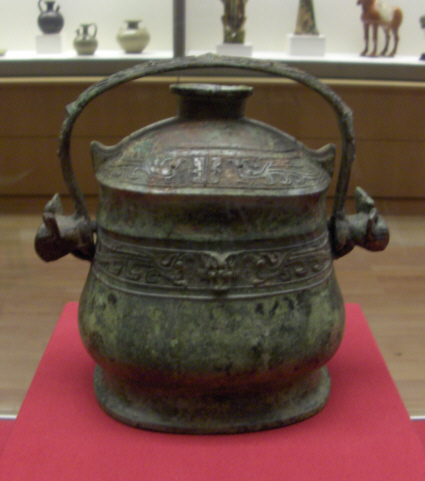
Vaso di bronzo con manico, dinastia Shang

Dal 1500 a.C., la prima dinastia Shang fu impegnata nella produzione su larga scala di vasellame e armi in bronzo. Questo genere di produzione necessitava di una imponente forza lavoro impegnata nelle miniere, nel trasporto e nella raffinazione del rame, dello stagno e del piombo. La corte e l'aristocrazia richiedevano un gran numero di oggetti in bronzo per vari scopi, civili e militari. Con l'aumento del bronzo disponibile, l'esercito dispose di un miglior assortimento di armi. Il bronzo fu anche impiegato nella produzione dei carri diffusi dal 1200 a.C.
Oltre al loro ruolo di comandanti militari, i re Shang asserivano la loro supremazia sociale anche con il loro ruolo di sacerdoti supremi e con la direzione delle cerimonie di divinazione. Come rivelano gli ossi oracolari, i re Shang erano considerati i membri più qualificati della società ad offrire sacrificio agli antenati reali, agli dei e al dio Di, che era ritenuto responsabile della pioggia, del vento e del tuono.

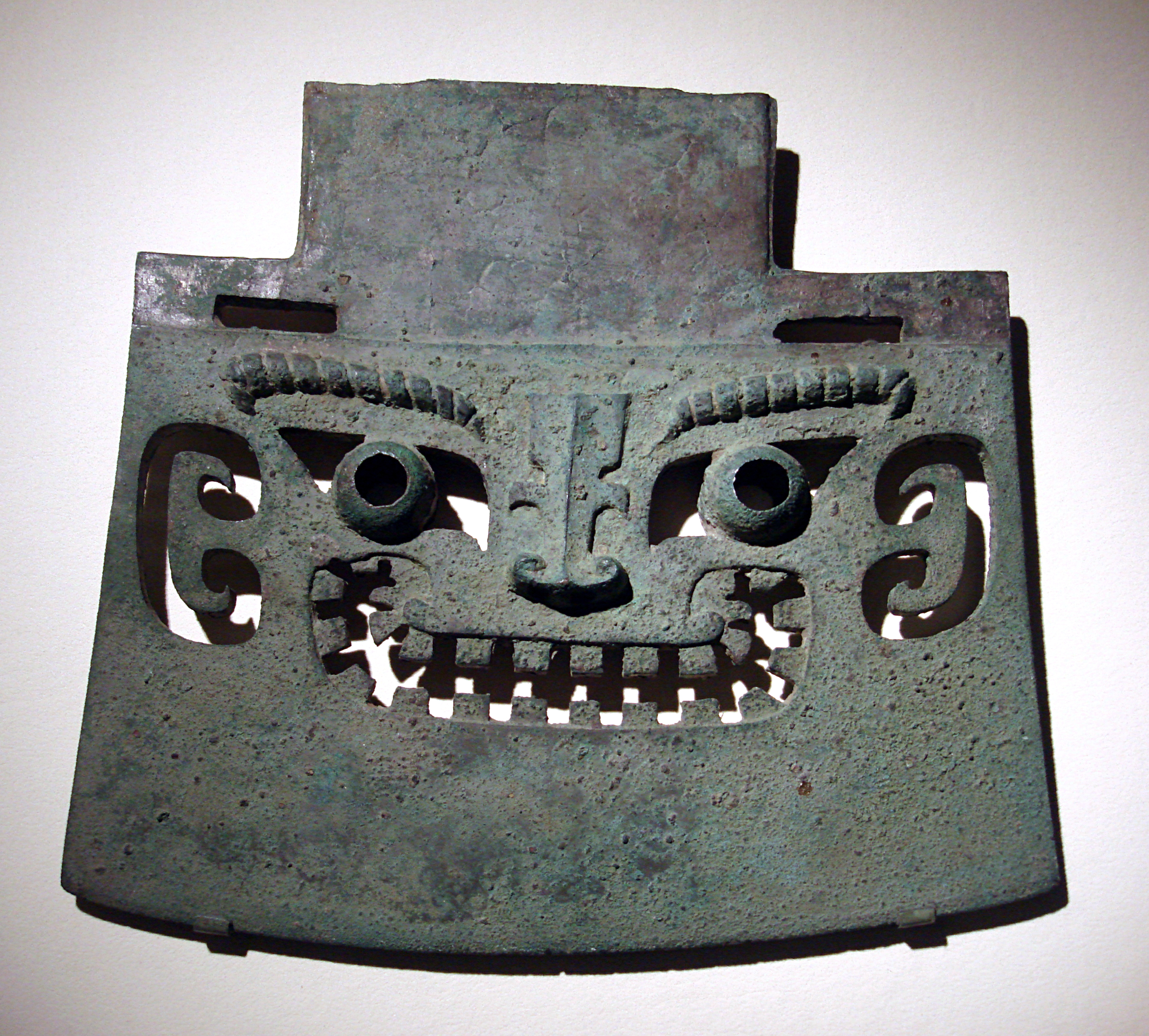
Ascia di bronzo, usata in combattimento e come oggetto rituale

La fanteria dell'epoca Shang era armata con armi di pietra e di bronzo, che comprendevano le lance máo, le asce yuè e ge, l'arco, ed elmi di cuoio e di bronzo. I carri non venivano usati in combattimento, ma piuttosto come veicoli di comando o come simboli di potere.
Le masse cittadine e rurali rifornivano i sovrani Shang di lavoratori e di soldati coscritti per esigenze di difesa e di conquista. I nobili erano obbligati a fornire i loro eserciti locali, equipaggiati ed armati, mentre i re Shang mantenevano un esercito di un migliaio di uomini nella capitale, al loro diretto comando.

## Sovrani della dinastia Shang
| Nome postumo | Nome postumo | Nome postumo | Nome postumo | Nome postumo                                          |
| --- | ------------ | ------------ | ------------ | ----------------------------------------------------- |
| Convenzione: Nome postumo o Re + nome postumo |              |              |              |                                                       |
| Ordine | Regno        | Cinese       | Pinyin       | Note                                                  |
| 01 | 29           | 湯           | Tāng         | sconfisse il tiranno Jié (桀) della dinastia Xià (夏) |
| 02 | 02           | 太丁         | Tai Ding     |                                                       |
| 03 | 32           | 外丙         | Wai Bing     |                                                       |
| 04 | 04           | 仲壬         | Zhòng Rén    |                                                       |
| 05 | 12           | 太甲         | Tài Jiǎ      |                                                       |
| 06 | 29           | 沃丁         | Wò Dǐng      |                                                       |
| 07 | 25           | 太庚         | Tai Geng     |                                                       |
| 08 | 17           | 小甲         | Xiǎo Jiǎ     |                                                       |
| 09 | 12           | 雍己         | Yōng Jǐ      |                                                       |
| 10 | 75           | 太戊         | Tài Wù       |                                                       |
| 11 | 11           | 仲丁         | Zhòng Dīng   |                                                       |
| 12 | 15           | 外壬         | Wai Ren      |                                                       |
| 13 | 09           | 河亶甲       | Hé Dǎn Jiǎ   |                                                       |
| 14 | 19           | 祖乙         | Zǔ Yǐ        |                                                       |
| 15 | 16           | 祖辛         | Zǔ Xīn       |                                                       |
| 16 | 20           | 沃甲         | Wò Jiǎ       |                                                       |
| 17 | 32           | 祖丁         | Zǔ Dīng      |                                                       |
| 18 | 29           | 南庚         | Nán Gēng     |                                                       |
| 19 | 07           | 陽甲         | Yáng Jiǎ     |                                                       |
| 20 | 28           | 盤庚         | Pán Gēng     |                                                       |
| 21 | 29           | 小辛         | Xiǎo Xīn     |                                                       |
| 22 | 21           | 小乙         | Xiǎo Yǐ      |                                                       |
| 23 | 59           | 武丁         | Wǔ Dīng      |                                                       |
| 24 | 12           | 祖庚         | Zǔ Gēng      |                                                       |
| 25 | 20           | 祖甲         | Zǔ Jiǎ       |                                                       |
| 26 | 06           | 廩辛         | Lǐn Xīn      |                                                       |
| 27 | 06           | 庚丁         | Gēng Dīng    | o Kang Ding (康丁 Kāng Dīng)                          |
| 28 | 35           | 武乙         | Wǔ Yǐ        |                                                       |
| 29 | 11           | 文丁         | Wén Dīng     |                                                       |
| 30 | 26           | 帝乙         | Dì Yǐ        |                                                       |
| 31 | 30           | 帝辛         | Dì Xīn       | o Zhòu (紂), Zhòu Xīn (紂辛) o Zhòu Wáng (紂王)       |
| Note: 1. tutte le date sono approssimative. Vedi anche dinastia Zhou. 2. I nomi personali della maggior parte dei sovrani Shang sono ignoti. I nomi seguenti sono probabilmente postumi. |              |              |              |                                                       |

## Galleria d'immagini

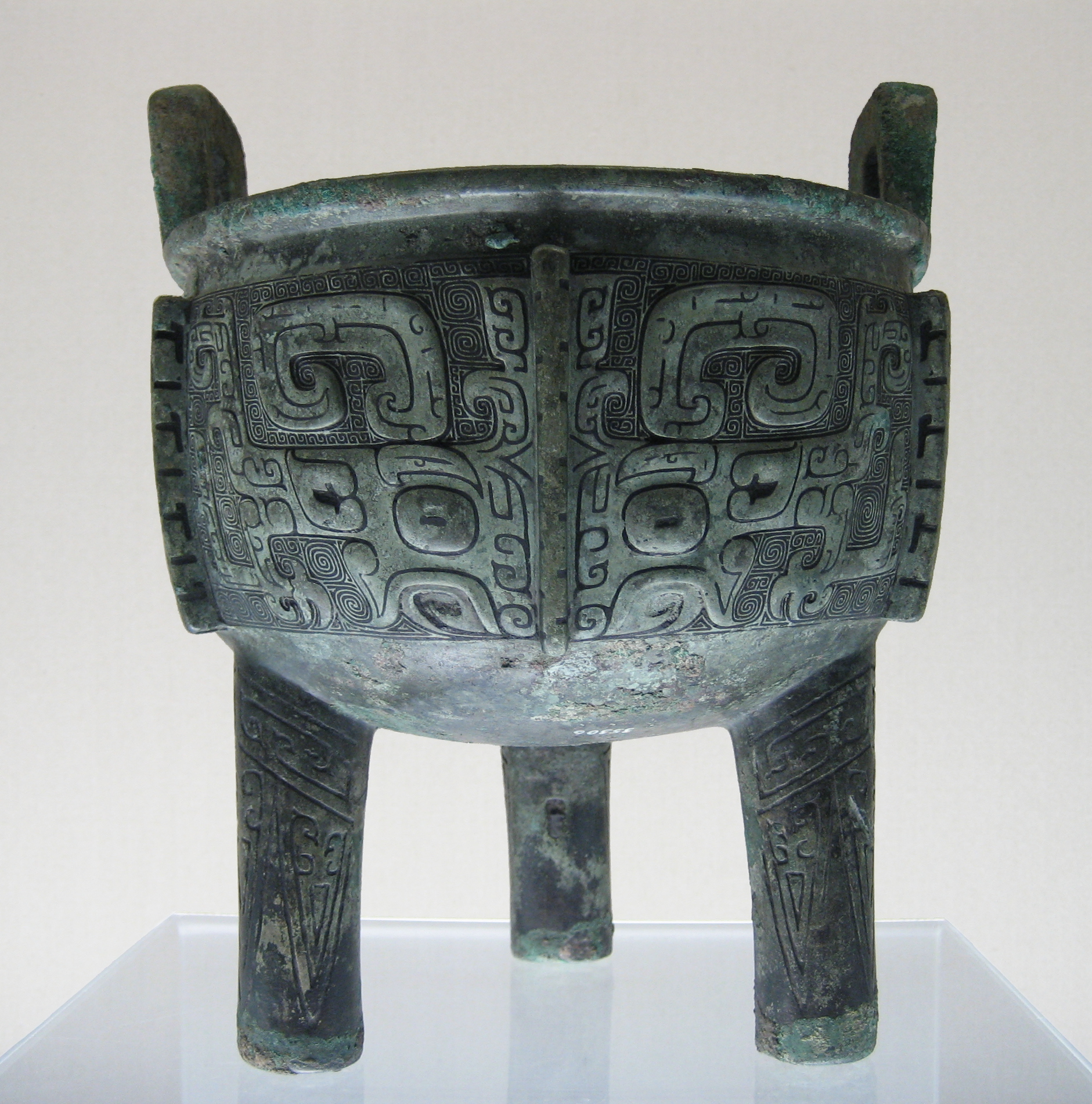
Tripode (ding) rituale di bronzo
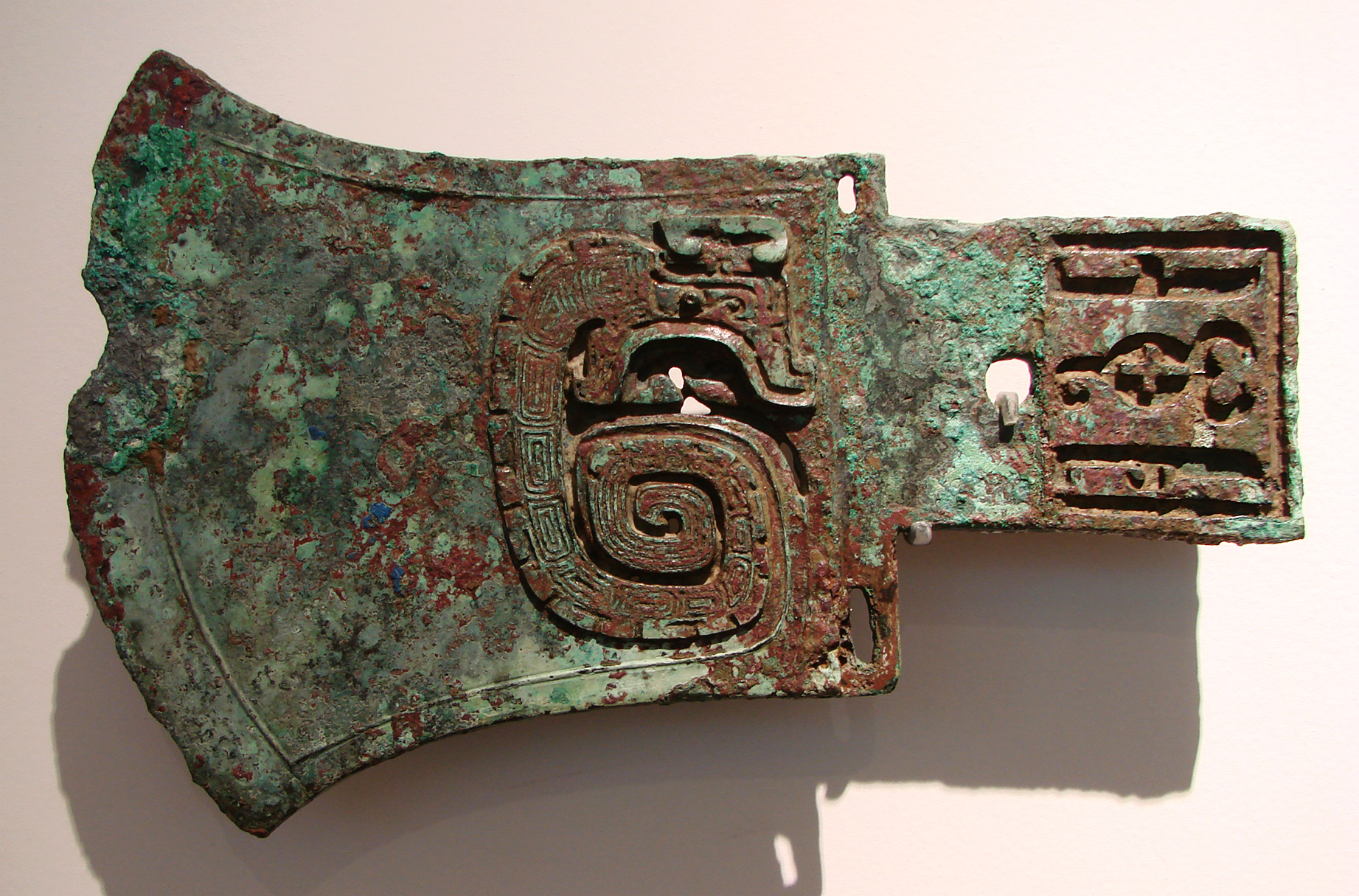
Yue di bronzo, tarda dinastia Shang.
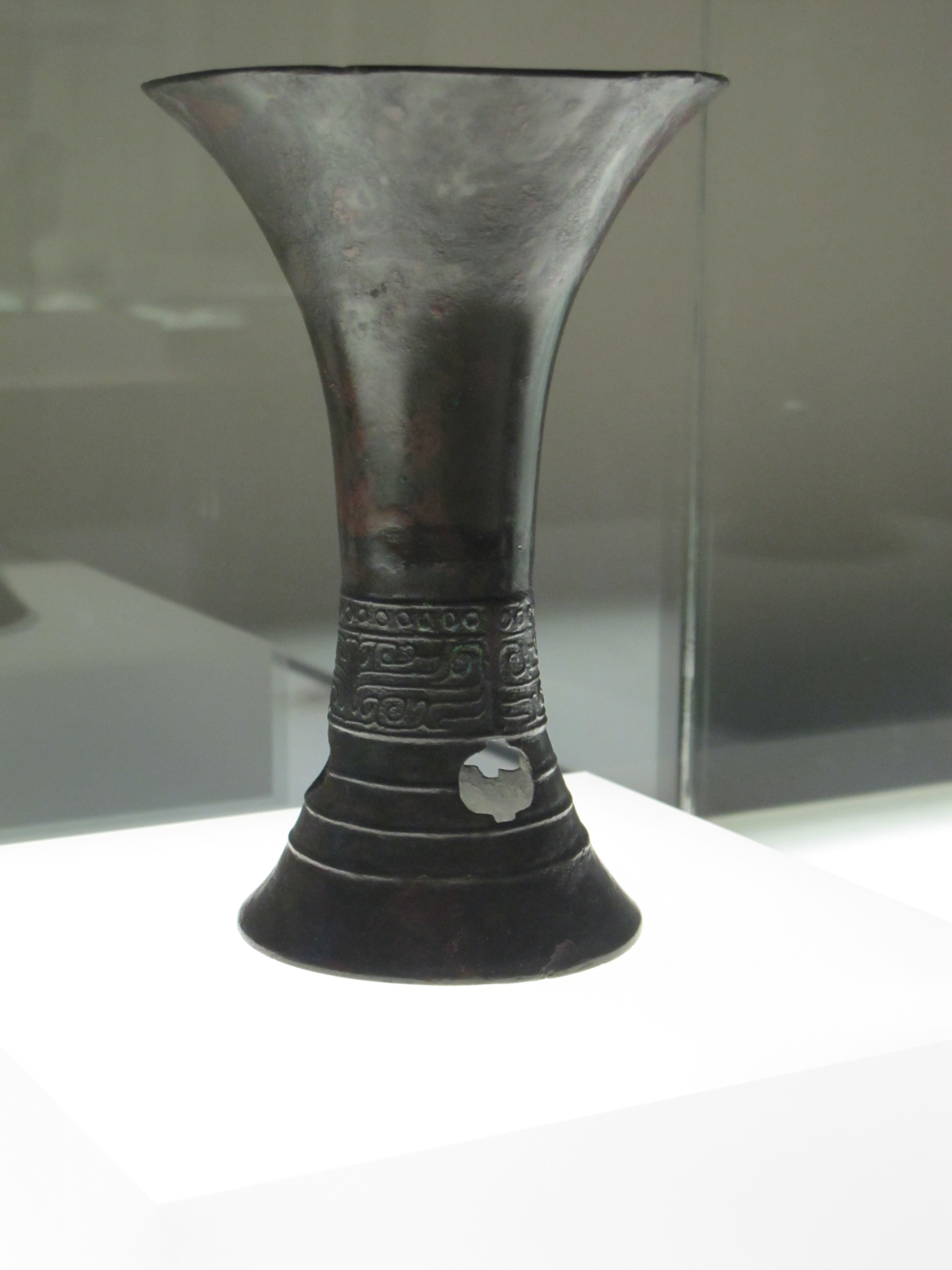
Calice gu in bronzo dell'epoca d'Erligang, per le bevande fermentate (Museo Cernuschi).